# Lema (heràldica)
En heràldica, un lema és un mot o una frase sintètica que acompanya una divisa.